# Мэри-де-Клиши (станция метро)
Мэри-д-Клиши (фр. Mairie de Clichy) — станция линии 13 Парижского метрополитена, расположенная в центре Клиши-ла-Гаренн. Своё название получила по расположенной в соседнем квартале мэрии коммуны.

## История
- Станция открылась 3 мая 1980 года в составе пускового участка Порт-де-Клиши — Габриэль Пери, выведшего северо-западное ответвление линии 13 за пределы Парижа. Также в составе этого пускового участка, на перегоне Мэри-де-Клиши — Габриэль Пери, был сооружён метромост на мосту Клиши, ставший самым молодым (на 2017 год) метромостом Парижского метрополитена.
- Пассажиропоток по станции по входу в 2011 году, по данным RATP, составил 6 892 451 человек[2]. В 2013 году этот показатель вырос до 7 138 355 пассажиров (35 место по уровню входного пассажиропотока в Парижском метро)[3].

## Галерея

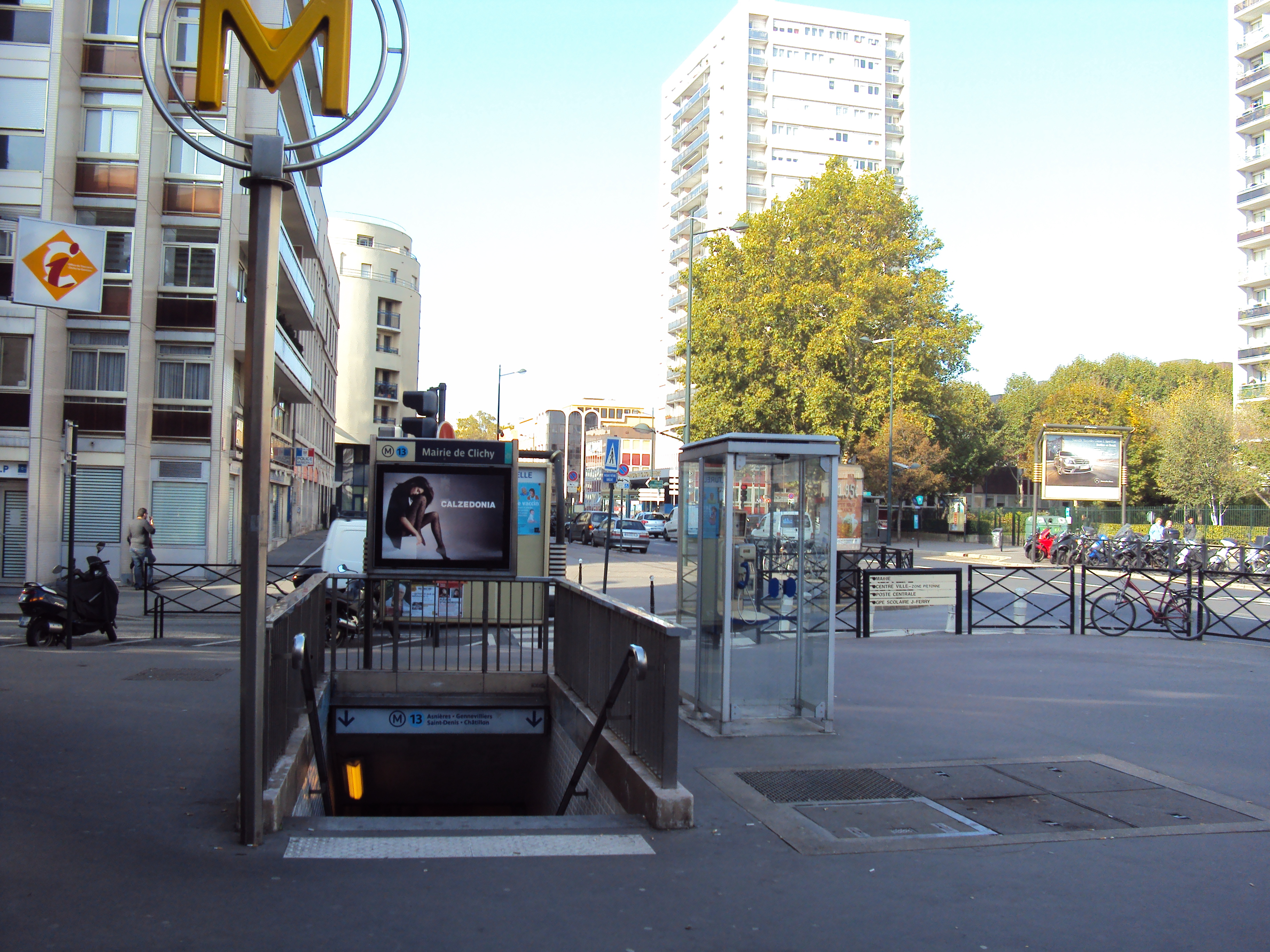
Лестничный сход
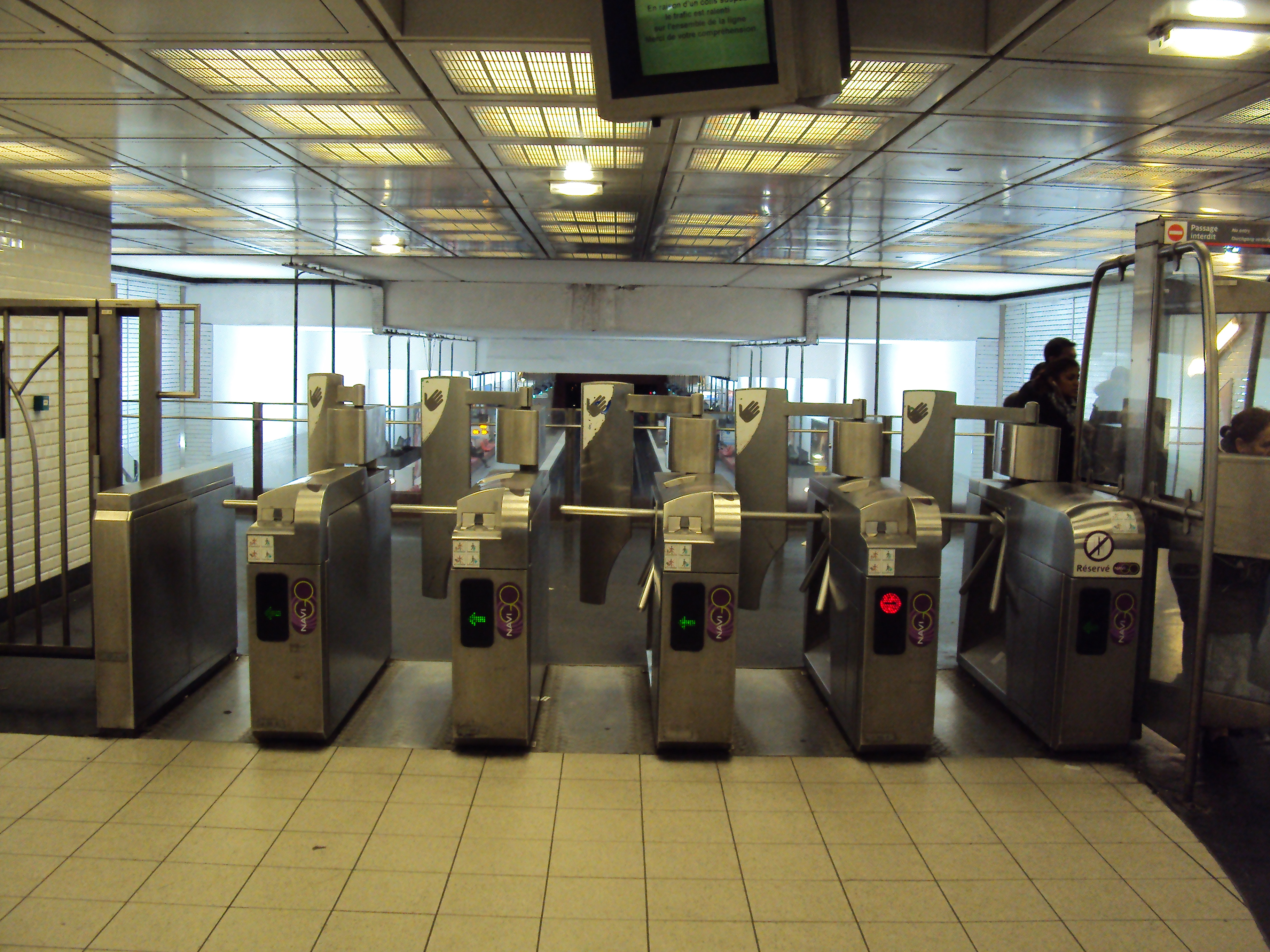
Турникеты